# Episodi di In Plain Sight - Protezione testimoni (quinta stagione)
La quinta e ultima stagione della serie televisiva In Plain Sight - Protezione testimoni è stata trasmessa in prima visione negli Stati Uniti d'America dal canale via cavo USA Network dal 16 marzo al 4 maggio 2012.
In Italia la stagione è stata trasmessa in prima visione in chiaro da TOP Crime dal 13 aprile al 4 maggio 2015.
| nº | Titolo originale             | Titolo italiano           | Prima TV USA   | Prima TV Italia |
| -- | ---------------------------- | ------------------------- | -------------- | --------------- |
| 1  | The Anti-Social Network      | L'anti-Facebook           | 16 marzo 2012  | 13 aprile 2015  |
| 2  | Four Marshals and a Baby     | Cambiamenti inevitabili   | 23 marzo 2012  | 20 aprile 2015  |
| 3  | Reservations, I've Got a Few | Riserve, qualcuna sì!     | 30 marzo 2012  | 20 aprile 2015  |
| 4  | The Merry Wives of WITSEC    | Vite doppie               | 6 aprile 2012  | 27 aprile 2015  |
| 5  | Drag Me to Hell              | Dragqueen                 | 13 aprile 2012 | 27 aprile 2015  |
| 6  | The Medal of Mary            | Il medaglione             | 20 aprile 2012 | 4 maggio 2015   |
| 7  | Sacrificial Lam              | Un padre latitante        | 27 aprile 2012 | 4 maggio 2015   |
| 8  | All's Well That Ends         | L'amicizia prima di tutto | 4 maggio 2012  | 4 maggio 2015   |

## L'anti-Facebook
- Titolo originale: The Anti-Social Network
- Diretto da: Dan Lerner
- Scritto da: Natalie Chaidez

### Trama
Sono trascorsi sei mesi dal parto e Mary ha deciso di tenere la piccola Nora, che accudisce con l'aiuto di sua madre Jinx e dell'ex marito Mark. Brandi invece si trova in Florida, dove si è rifugiata dopo essere scappata dalla celebrazione del proprio matrimonio. Avendo ucciso un uomo nella sua ultima missione prima del congedo, Mary deve passare attraverso la valutazione psicologica della dottoressa Shelley Finkel prima di poter riprendere il servizio. Intanto Marshall, Stan e Delia si occupano della protezione di Ivan Gunter, uno studente universitario che ha assistito ad un omicidio all'interno della sua confraternita. L'appartamento del ragazzo viene messo sottosopra e la stessa cosa accade all'ufficio di sua madre Lynn, professoressa dell'ateneo che non ha voluto seguire il figlio nel programma per non abbandonare il proprio lavoro.
- Ascolti Stati Uniti: telespettatori 4.014.000[3]

## Cambiamenti inevitabili
- Titolo originale: Four Marshals and a Baby
- Diretto da: Andy Wolk
- Scritto da: Michael Reisz

### Trama
Mentre Mary corre da Carlos Ramirez dopo aver ricevuto una sua richiesta di aiuto, Delia si occupa di Beth Wilcox, una donna che dopo l'ingresso nel programma non è mai riuscita ad accettare di rinunciare al suo lavoro di commerciante di bambole. Marshall intanto sposta la neonazista Christy Owens in un altro carcere per proteggerla dalle compagne di prigionia, cercando di convincerla a cambiare atteggiamento. Stan deve accettare un piano di tagli per evitare l'accorpamento con un'altra sede, mentre fuori dall'ufficio cerca di trovare il coraggio per invitare a cena la sua insegnante di tango Lia Hernandez.
- Ascolti Stati Uniti: telespettatori 3.759.000[4]

## Riserve, qualcuna sì!
- Titolo originale: Reservations, I've Got a Few
- Diretto da: Dan Lerner
- Scritto da: Mike Weiss

### Trama
Un ex militare viene arrestato mentre si spacciava per un agente federale, alla ricerca di informazioni sul suo prossimo bersaglio. L'uomo si offre di fornire informazioni sui suoi complici e per questo viene affidato alla Protezione Testimoni, ma riesce a fuggire e a rifugiarsi in una riserva indiana, dove i Marshall non hanno giurisdizione.
- Ascolti Stati Uniti: telespettatori 2.634.000[5]

## Vite doppie
- Titolo originale: The Merry Wives of WITSEC
- Diretto da: Michael Fields
- Scritto da: Natalie Chaidez

### Trama
Mary e Mark sono alla ricerca di una tata per Nora, mentre Marshall sta organizzando una serata speciale per l'anniversario di fidanzamento con Abigail. Al lavoro scoprono che un testimone del programma ha nascosto di essere bigamo.
- Ascolti Stati Uniti: telespettatori 2.961.000[6]

## Dragqueen
- Titolo originale: Drag Me to Hell
- Diretto da: Bethany Rooney
- Scritto da: Michael Reisz

### Trama
Marshall e Mary hanno a che fare con una drag queen che non vuole rinunciare ad esibirsi. Ascoltando una telefonata di Stan, Delia viene a sapere che i tagli al WITSEC prevedono la perdita di un ispettore. La notizia che Marshall ed Abigail si sposeranno sorprende Mary, che si confronta con l'idea di trovarsi un compagno.
- Altri interpreti: Dan Bucatinsky (Fred Zeitlin)
- Ascolti Stati Uniti: telespettatori 3.588.000[7]

## Il medaglione
- Titolo originale: The Medal of Mary
- Diretto da: Dan Lerner
- Scritto da: John Cockrell, Ed Decter

### Trama
Dopo essere stato arrestato da sua figlia, James Wiley Shannon si offre di fornire informazioni utili alla cattura del suo ex compagno di rapine Cormac 'Sully' Sullivan, che per vendicarsi della sua decisione di uscire dalla banda minaccia la vita delle sue due famiglie.
- Ascolti Stati Uniti: telespettatori 3.272.000[8]

## Un padre latitante
- Titolo originale: Sacrificial Lam
- Diretto da: Michael Watkins
- Scritto da: Mike Weiss

### Trama
Fallito il piano di catturare Sully, James scappa dall'FBI e dalla Protezione Testimoni per trovarlo e vendicare la morte di suo figlio. Mentre è impegnata a dare la caccia a suo padre, Mary viene messa sotto indagine dall'agente Robert O'Connor, che sospetta un suo coinvolgimento. Nel frattempo deve anche occuparsi delle nuove richieste di Ronnie Dalembert, che vorrebbe l'inserimento della sua ragazza nel programma.
- Ascolti Stati Uniti: telespettatori 3.006.000[9]

## L'amicizia prima di tutto
- Titolo originale: All's Well That Ends
- Diretto da: Dan Lerner
- Scritto da: William Fredrick

### Trama
Gli ispettori si occupano del ricollocamento di una modella che è stata testimone di un omicidio legato al furto di alcuni dati informatici. La ragazza fatica a crearsi una vita propria dopo un'esistenza passata a ricevere ordini. Mentre Mary deve decidere cosa fare delle spoglie di suo padre riceve la visita di Brandi, tornata ad Albuquerque incinta. Abigail impone a Marshall di mettere dei paletti nel rapporto con la sua partner lavorativa, pena la cancellazione del loro imminente matrimonio.
- Ascolti Stati Uniti: telespettatori 3.200.000[10]